# Coralliophilinae
Coralliophilinae là một phân họ có khoảng 200–250 loài ốc biển, là động vật thân mềm chân bụng sống ở biển trong họ Muricidae.
Theo phân loại Gastropoda (Bouchet & Rocroi, 2005), nhóm này được xem là một phân họ Coralliophilinae, trong họ Muricidae. 
Phân họ Coralliophilinae là đơn ngành, được xác nhận bởi nghiên cứu gene với các đánh dấu phân tử.

## Chi
Các chi trong phân họ Coralliophilinae gồm có:
- Babelomurex Coen, 1922
- Coralliophila H. Adams & A. Adams, 1853
- Emozamia Iredale, 1929
- Hirtomurex Coen, 1922
- Latiaxis Swainson, 1840
- Leptoconchus Rüppell, 1834
- Liniaxis Laseron, 1955 [cần dẫn nguồn]
- Magilus Montfort, 1810
- Mipus de Gregorio, 1885[4]
- Rapa Röding, 1798
- Rhizochilus Steenstrup, 1850

Genera brought into synonymy
- Aradasia Settepassi, 1970: đồng nghĩa của Coralliophila H. Adams & A. Adams, 1853
- Aradomurex Coen, 1947: đồng nghĩa của Coralliophila H. Adams & A. Adams, 1853
- Coralliobia H. Adams & A. Adams, 1853: đồng nghĩa của Coralliophila H. Adams & A. Adams, 1853
- Echinolatiaxis Kosuge, 1979: đồng nghĩa của as Babelomurex Coen, 1922
- Fusomurex Coen, 1922: đồng nghĩa của Coralliophila H. Adams & A. Adams, 1853
- Laevilatiaxis Kosuge, 1979: đồng nghĩa của Babelomurex Coen, 1922
- Lamellatiaxis Habe & Kosuge, 1970: đồng nghĩa của Babelomurex Coen, 1922
- Langfordia Dall, 1924: đồng nghĩa của Babelomurex Coen, 1922
- Latimurex: đồng nghĩa của Latiromurex Coen, 1922
- Latiromurex Coen, 1922: đồng nghĩa của Coralliophila H. Adams & A. Adams, 1853
- Lepadomurex Coen, 1922: đồng nghĩa của Coralliophila H. Adams & A. Adams, 1853
- Magilopsis G.B. Sowerby III, 1919: đồng nghĩa của Leptoconchus Rüppell, 1834
- Pseudomurex Monterosato, 1872: đồng nghĩa của Coralliophila H. Adams & A. Adams, 1853
- Quoyula Iredale, 1912: đồng nghĩa của Coralliophila H. Adams & A. Adams, 1853
- Rapella Swainson, 1840: đồng nghĩa của Rapa Röding, 1798
- Reliquiaecava Massin, 1987: đồng nghĩa của Coralliophila H. Adams & A. Adams, 1853
- Rhombothais Woolacott, 1954: đồng nghĩa của Coralliophila H. Adams & A. Adams, 1853
- Tarantellaxis Habe, 1970: đồng nghĩa của Babelomurex Coen, 1922
- Tolema Iredale, 1929: đồng nghĩa của Babelomurex Coen, 1922